# La Maison de la peur (film, 1911)
Pour les articles homonymes, voir Maison hantée (homonymie).
Pour plus de détails, voir Fiche technique et Distribution.
La Maison de la peur ou La Maison hantée est un film muet français réalisé par Louis Feuillade, sorti en 1911. 

## Fiche technique
- Titre : La Maison de la peur
- Titre alternatif : La Maison hantée
- Réalisation : Louis Feuillade
- Scénario : Louis Feuillade
- Photographie :
- Montage :
- Producteur :
- Société de production : Société des Établissements L. Gaumont
- Société de distribution : Comptoir Ciné-Location (C.C.L)
- Pays de production :  France
- Langue : film muet avec les intertitres en français
- Métrage : 225 mètres (1 bobine)
- Format : Noir et blanc — 35 mm — 1,33:1 —  Muet
- Genre :  Court métrage de comédie
- Durée :  7 minutes et 30 secondes
- Dates de sortie : 
  - France : 1911
  - États-Unis : 12 janvier 1912

## Distribution
- René Navarre
- Renée Carl